# Proechimys poliopus
Proechimys poliopus (сіроногий щетинець) — вид гризунів родини щетинцевих, який зустрічається від південного заходу озера Маракайбо до Періхи, Венесуела від рівня моря до 800 м. Вид може зустрічатись у Колумбії. Мешкає в первинних, вторинних та галерейних лісах. Не терпить сільськогосподарських районів. Каріотип: 2n=42, FN=72-76.

## Загрози та охорона
Середовище за межами національних парків серйозно деградувало, велика частина землі була перетворена у пасовища та сільськогосподарські угіддя. Цей вид зустрічається в деяких територіях, що охороняються